# Communauté de communes du Berry charentonnais
La communauté de communes du Berry charentonnais est une ancienne communauté de communes française, située dans le département du Cher.

## Composition
Elle est composée des communes suivantes (toutes du canton de Charenton-du-Cher):
| Nom                       | Code Insee | Gentilé       | Superficie (km2) | Population (dernière pop. légale) | Densité (hab./km2) |
| ------------------------- | ---------- | ------------- | ---------------- | --------------------------------- | ------------------ |
| Charenton-du-Cher (siège) | 18052      | Charentonnais | 47,89            | 1 095 (2014)                      | 23                 |
| Arpheuilles               | 18013      | Arpheuillois  | 48,01            | 309 (2014)                        | 6,4                |
| Bannegon                  | 18021      | Bannegonnais  | 21,08            | 250 (2014)                        | 12                 |
| Bessais-le-Fromental      | 18029      | Bessaisiens   | 25,75            | 330 (2014)                        | 13                 |
| Coust                     | 18076      | Coustois      | 21,89            | 447 (2014)                        | 20                 |
| Le Pondy                  | 18183      | Pondissois    | 6,63             | 140 (2014)                        | 21                 |
| Saint-Pierre-les-Étieux   | 18231      | Étieusois     | 27,34            | 709 (2014)                        | 26                 |
| Thaumiers                 | 18261      | Thalmériens   | 27,33            | 412 (2014)                        | 15                 |
| Vernais                   | 18276      |               | 25,84            | 207 (2014)                        | 8                  |

## Compétences
- Aménagement de l'espace
  - Création et réalisation de zone d'aménagement concerté (ZAC) (à titre obligatoire)
  - Schéma de secteur (à titre obligatoire)
- Nouvelles technologies de l'information et de la communication (NTIC) (Internet, câble...) (à titre facultatif)
- Développement et aménagement économique
  - Action de développement économique (Soutien des activités industrielles, commerciales ou de l'emploi, soutien des activités agricoles et forestières...) (à titre obligatoire)
  - Création, aménagement, entretien et gestion de zone d'activités industrielle, commerciale, tertiaire, artisanale ou touristique (à titre obligatoire)
  - Tourisme (à titre obligatoire)
- Développement et aménagement social et culturel
  - Activités périscolaires (à titre facultatif)
  - Construction ou aménagement, entretien, gestion d'équipements ou d'établissements culturels, socioculturels, socioéducatifs, sportifs (à titre optionnel)
- Énergie
  - Production, distribution d'énergie (à titre facultatif)
- Environnement
  - Assainissement non collectif (à titre facultatif)
  - Collecte et traitement des déchets des ménages et déchets assimilés (à titre optionnel)
  - Protection et mise en valeur de l'environnement (à titre optionnel)
- Logement et habitat
  - Programme local de l'habitat (à titre optionnel)
- Voirie
  - Création, aménagement, entretien de la voirie (à titre optionnel)

## Historique
- 1er janvier 2013 : fusion avec la communauté de communes du Cœur de France ; les communes de Bannegon, du Pondy et de Thaumiers rejoignent la communauté de communes du Dunois
- 30 juin 2006 : modification des statuts
- 18 avril 2001 : modification du bureau
- 26 janvier 2000 : création du bureau
- 29 décembre 1999 : création de la communauté de communes

## Sources
- Le splaf - (Site sur la Population et les Limites Administratives de la France)
- La base aspic du Cher - (Accès des Services Publics aux Informations sur les Collectivités)